# Astragalus graveolens
Astragalus graveolens es una especie de planta del género Astragalus, de la familia de las leguminosas, orden Fabales.

## Distribución
Astragalus graveolens se distribuye por Afganistán, Pakistán, Jammu y Cachemira, India, Nepal y China.

## Taxonomía
Fue descrita científicamente por Buch.-Ham. Fue publicada en Numer. List [Wallich] n. 5929. (1831-32)